# Aromorfoza
Aromorfoza – termin wprowadzony przez Aleksieja Siewiercowa na określenie kluczowej innowacji w rozwoju istot żywych – istotnych zmian w budowie i funkcjonowaniu organizmów, podnoszące je na wyższy poziom rozwoju ewolucyjnego, umożliwiające opanowanie nowych środowisk (w odróżnieniu od drobnych zmian przystosowawczych, dla których zaproponował termin idioadaptacja).
Przykłady aromorfoz u zwierząt:
- struna grzbietowa u bezczaszkowców[1]
- błony płodowe u owodniowców[1]
- przystosowanie do lotu u ptaków[1]
- łożysko u ssaków

Przykłady aromorfoz u roślin:
- wytworzenie tkanek przewodzących[1]
- powstanie nasienia[1]
- powstanie łagiewki pyłkowej